# Hjálmar Jónsson
Hjálmar Jónsson (Egilsstadir, Islândia, 29 de julho de 1980) é um antigo futebolista islandês que jogava como lateral esquerdo.

## Carreira
Defendeu as cores do IFK Göteborg, Suécia (2002-2016), tendo anteriormente jogado por Keflavík Football Club (1999-2001).
Jogou pela seleção islandesa entre 2002 e 2013.